# Marla Olmstead
Marla Olmstead (Binghamton, Nova Iorque, 2000) é uma pintora em arte abstrata. 
Conseguiu diversas premiações internacionais, e começou o trabalho artístico aos quatro anos de idade.